# Merci (album de Florent Pagny)
Pour les articles homonymes, voir Merci.
Albums de Florent Pagny
Réaliste
(1992)
Singles
1. J'te jure
Sortie : 3 mars 1990
2. Ça fait des nuits
Sortie : juillet 1990
3. Presse qui roule
Sortie : décembre 1990
4. Prends ton temps
Sortie : mai 1991

Merci est le 1er album studio de Florent Pagny paru le 26 mars 1990.  
Après les succès des 45 tours N'importe quoi et Laissez-nous respirer et de sa reprise de Comme d'habitude, le producteur Gérard Louvin de Florent Pagny le pousse à enregistrer son premier album. Pagny s'isole alors près de Rome, entouré de quelques musiciens. Au moment de rentrer en studio, 17 chansons sont prêtes.  Il n'en gardera que 11. Ses trois premiers 45 tours ne seront pas non plus inclus dans l'album.
Pagny est l'auteur de tous les textes et de pratiquement toutes les musiques.  Jean-Yves D'Angelo et Kamil Rustam, musiciens de Michel Jonasz, composent également plusieurs musiques. Franck Langolff, compositeur de Joe le taxi pour Vanessa Paradis, et son cousin Marc Meunier composent également chacun un titre.
La chanson Merci, qui donne son titre à l'album, est un hommage à ses parents. Il y raconte son enfance d'enfant difficile et les remercie de lui avoir accordé leur confiance.
Ce premier album, entièrement écrit par Pagny lui-même, correspond également à son aventure sentimentale avec Vanessa Paradis, rencontrée lors de l'enregistrement d'une émission Sacrée Soirée. Cette aventure est exposée au grand public par la presse people. Se sentant harcelé, Pagny écrit la chanson Presse qui roule, assimilant ces journalistes à des « pseudo-intellos qui [jouent] du stylo » à des « artistes ratés » et « frustrés ». Cette chanson lui vaut un boycott presque généralisé de la presse pendant plusieurs années.
Quatre 45 tours seront extraits de cet album : J'te jure, Ça fait des nuits, Presse qui roule, Prends ton temps. Cependant, ils rencontreront un succès plus modéré que les premiers singles.
En France, l'album sera certifié disque d'or (100 000 exemplaires vendus). Il rentrera dans le classement du SNEP, le 10 mai 1990 et y restera 44 semaines. Sa meilleure place est la n° 10.
L'album sera suivi d'un premier passage au Zénith de Paris, en janvier 1991. Il y rassemblera 14 000 personnes en trois soirs.

## Liste des titres
Toutes les paroles sont écrites par Florent Pagny.
| No  | Titre                   | Musique                                         | Durée |
| --- | ----------------------- | ----------------------------------------------- | ----- |
| 1.  | Merci                   | Florent Pagny                                   | 4:16  |
| 2.  | Ça fait des nuits       | Florent Pagny                                   | 3:57  |
| 3.  | J'te jure               | Jean-Yves D'Angelo, Kamil Rustam                | 4:27  |
| 4.  | On est juste de passage | Jean-Yves D'Angelo                              | 4:42  |
| 5.  | Questions sans réponse  | Florent Pagny, Jean-Yves D'Angelo, Kamil Rustam | 4:00  |
| 6.  | Reste chez toi          | Florent Pagny, Jean-Yves D'Angelo, Kamil Rustam | 3:40  |
| 7.  | Pour la vie             | Florent Pagny                                   | 4:02  |
| 8.  | Prends ton temps        | Franck Langolff                                 | 3:52  |
| 9.  | Emergency               | Brock Walsh, Diane Warren, Robbie Nevil         | 3:57  |
| 10. | Presse qui roule        | Florent Pagny                                   | 4:43  |
| 11. | Heureux de vivre        | Marc Meunier                                    | 3:44  |